# 四硫代钒酸亚铊
四硫代钒酸亚铊是一种无机化合物，化学式为Tl3VS4，它是一种半导体，能隙为1.7 eV。它可由铊、钒和硫在500 °C反应制得，或由硫化亚铊和二硫化钒的反应得到。